# Benthodesmus simonyi
Benthodesmus simonyi is een straalvinnige vissensoort uit de familie van haarstaarten (Trichiuridae). De wetenschappelijke naam van de soort is voor het eerst geldig gepubliceerd in 1891 door Steindachner.